# سیسی (بازیکن فوتبال)
سیسی (انگلیسی: Sissi؛ زادهٔ ۲ ژوئن ۱۹۶۷) بازیکن فوتبال اهل برزیل است.
از باشگاه‌هایی که در آن بازی کرده‌است می‌توان به باشگاه ورزشی واسکو دوگاما، گلد پراید، و باشگاه فوتبال پالمیراس اشاره کرد.
وی همچنین در تیم ملی فوتبال زنان برزیل بازی کرده‌است.